# Decapauropus moesiacus
Decapauropus moesiacus är en mångfotingart som först beskrevs av Paul Auguste Remy.  Decapauropus moesiacus ingår i släktet Decapauropus och familjen fåfotingar. Inga underarter finns listade i Catalogue of Life.